# Jacques Davin
Jacques Davin (* 1903; † unbekannt) war ein französischer Karambolagespieler und Weltmeister.

## Karriere
Davin war als Spieler ein Allroundtalent. Er spielte alle Disziplinen, angefangen mit der Freien Partie über Cadre, Einband, Dreiband bis hin zum Kunststoß (Billard Artistique), alle auf Weltniveau. Er gewann in jeder der Disziplinen Medaillen bei Weltmeisterschaften.
Erstmals internationale Beachtung fand er nicht bei Europameisterschaften, sondern gleich bei einer Weltmeisterschaft. Das war die Cadre-45/1-Weltmeisterschaft 1927 in Vichy, er war gerade mal 24 Jahre alt und errang die Bronzemedaille, ein Erfolg, den Davin 1928 wiederholen konnte. Bis 1937 nahm er jährlich an den verschiedenen Weltmeisterschaften teil und errang so insgesamt 14 Medaillen. Er wurde dreimal Weltmeister, 1933 im Fünfkampf (Pentathlon), bestehend aus den Disziplinen Freie Partie, Einband, Dreiband sowie zwei verschiedenen Cadrevarianten und 1935 Doppelweltmeister (Cadre 45/2 und Einband). Im gleichen Jahr erspielte er sich noch eine Silbermedaille bei den Europameisterschaften im Dreiband, sein zweites EM-Silber nach der EM im Cadre 45/1 1932.

## Sonstiges
Davin war Mitglied der 1914 gegründeten Billardakademie von Marseille, die schon den Vizeweltmeister Barthelemy Maure (1905, 1908) und Weltmeister Albert Corty (1924, 1932) hervorbrachten.

## Erfolge
- Freie-Partie-Weltmeisterschaft:  1932
- Cadre-45/1-Weltmeisterschaft:  1927, 1928, 1935
- Cadre-45/2-Weltmeisterschaft:  1935
- Cadre-71/2-Weltmeisterschaft:  1934  1935
- Einband-Weltmeisterschaft:  1935  1937
- Dreiband-Weltmeisterschaft:  1934
- Pentathlon-Weltmeisterschaft:  1933  1936
- Billard-Artistique-Weltmeisterschaft:  1935  1936
- Dreiband-Europameisterschaft:  1935
- Cadre-47/1-Europameisterschaft:  1932
- Französische Dreiband-Meisterschaft:  1927, 1928, 1932, 1933

Quellen: 